# Шарлотта Брауншвейг-Люнебурзька
Шарлотта Феліцита Брауншвейг-Люнебурзька (нім. Charlotte Felicity von Braunschweig-Lüneburg, 6 березня 1671 — 29 вересня 1710) — німецька принцеса з династії Вельфів, донька герцога Брауншвейг-Люнебурзького та князя Каленберзького Йоганна Фрідріха та пфальцграфині Пфальц-Зіммернської Бенедикти Генрієтти, дружина герцога Модени та Реджо Рінальдо III, матір герцога Модени та Реджо Франческо III.

## Біографія
Народилась 6 березня 1671 року у палаці Герренхаузен в Ганновері. Була другою дитиною та другою донькою в родині герцога Брауншвейг-Люнебурзького та князя Каленберзького Йоганна Фрідріха та його дружини Бенедикти Генрієтти Пфальц-Зіммернської. Мала старшу сестру Анну Софію, яка за рік померла. Згодом у неї з'явилися молодші сестри Генрієтта Марія та Вільгельміна Амалія.
У 24-річному віці взяла шлюб із 40-річним герцогом Модени та Реджо Рінальдо III. Союз був часткою проекту Рінальдо з розвитку відносин між Моденою та Ганновером. Наречений з дитинства готувався до духовного сану та встиг стати кардиналом, проте у березні 1695 року склав сан, аби мати змогу керувати герцогством після смерті бездітного небожа Франческо II. Вінчання пройшло 11 лютого 1696 року у Модені. Весілля справлялося пишно, не зважаючи на серйозну економічну кризу. Шлюб був досить щасливим. У подружжя народилося семеро дітей
У 1702 році родина була змушена втікати з Модени до Болоньї, яка входила до складу Папської держави. В ході війни за іспанську спадщину французи окупували герцогство, не дивлячись на проголошений Рінальдо нейтралітет.
У вересні 1710 року герцогиня померла після сьомих пологів. Була похована у церкві Святого Вінченцо в Модені. Рінальдо більше не одружувався.

## Родина

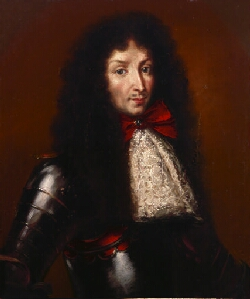
Портрет Рінальдо III пензля Б. Дженнарі-молодшого

Чоловік — Рінальдо III
Діти:
- Бенедетта (1697—1777) — у 1717 році була нареченою Джеймса Старого Претендента, одружена не була, дітей не мала;
- Франческо (1698—1780) — наступний герцог Модени та Реджо у 1737—1780 роках, був одруженим з французькою принцесою Шарлоттою Аглаєю Орлеанською, мав дев'ятеро законних дітей та двох позашлюбних;
- Амалія (1699—1778) — таємна дружина авантюриста маркіза де Вільнева, дітей не мала;
- Йоанн (1700—1727) — одруженим не був, дітей не мав;
- Генрієтта (1702—1777) — була двічі одружена, дітей не мала;
- Клемент (20—23 квітня 1708) — прожив 3 дні;
- донька (нар. та пом. 1710) — померла після народження.